# スーパーセル法
スーパーセル法 (スーパーセルほう、super-cell method) は、シミュレーション計算手法の一つである。（主にバンド計算時に）周期的境界条件を置いてシミュレーションするときのセル（周期的に繰り返される単位）を理論的に最小なユニットセル（単位胞・単位格子）より大きなスーパーセルとする方法である。
周期的境界条件は、無限に同じセルが繰り返された系を仮定する。セルにユニットセルを使った場合、それは無限に続く完全結晶ということになる。不純物や欠陥を扱う場合や、表面を扱う場合にはそれは成り立たず、スーパーセル法が必要になる。
フォノン（格子振動）を従来型の方法で計算する場合も、Γ点以外のk点でのフォノンを求めるためには、スーパーセルでの計算が必要である（DFPT法では必要ない）。